# Front national de libération du Sud Vietnam
« Vietcong » redirige ici. Pour les autres significations, voir Vietcong (homonymie).
 (août 2017).

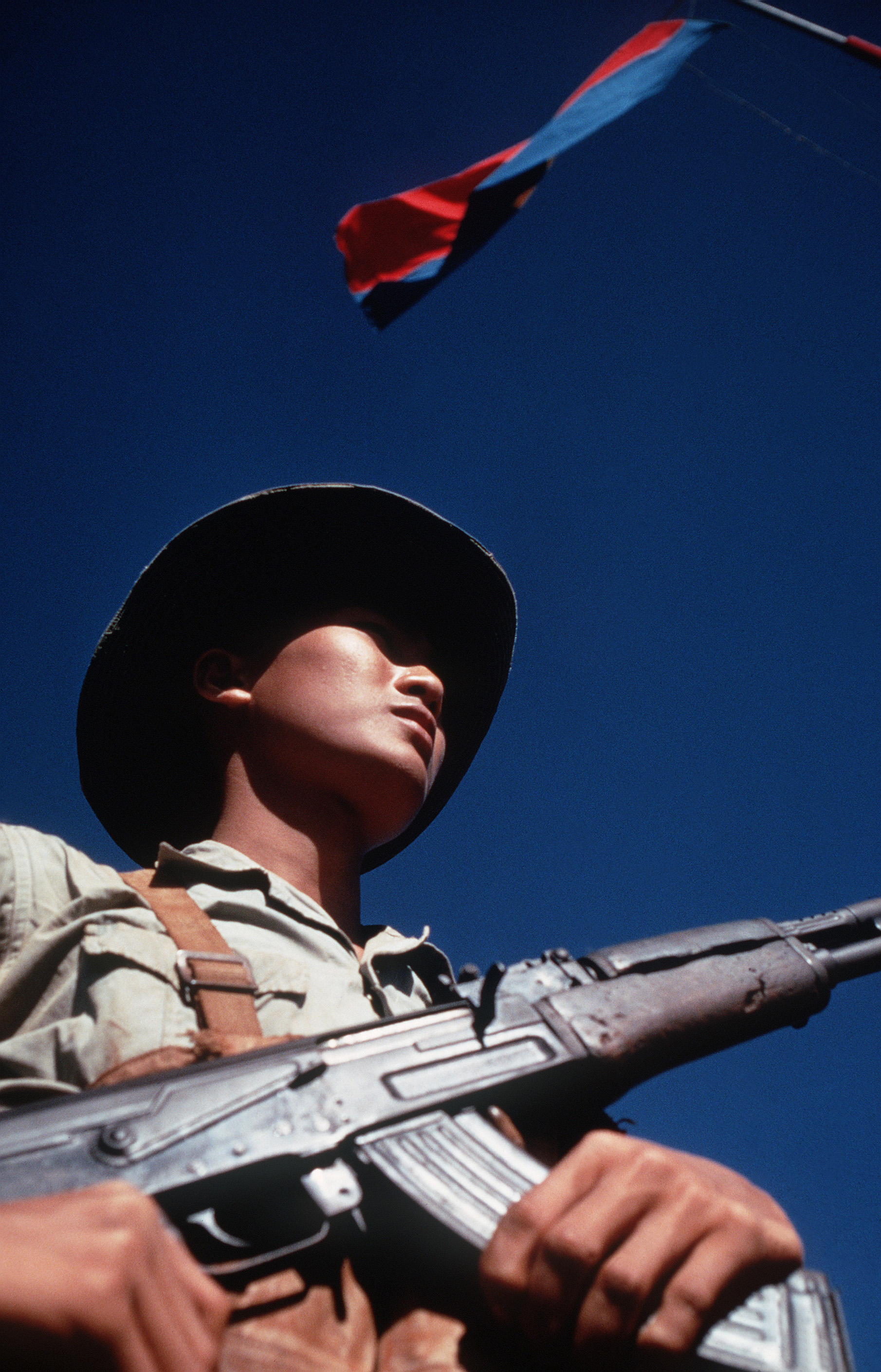
Soldat du FNL en 1973.

Le Front national de libération du Sud Viêt Nam est une organisation révolutionnaire communiste vietnamienne, qui a existé de la fin de la guerre d'Indochine en 1954 à la chute de Saïgon en 1975. Il est aussi connu comme le « Front national pour la libération du Sud Viêt Nam » ou le « Front de libération nationale du Sud Viêt Nam » (sigles : FNL ou FLN) — officiellement en vietnamien : « Mặt trận Dân tộc giải phóng miền Nam Việt Nam » (Front populaire pour la libération du Sud du Vietnam), abrégé en « Mặt trận Giải phóng miền Nam » (Front pour la libération du Sud) — et également désigné sous le nom de « Việt Cộng » (dénomination péjorative initialement utilisée par ses adversaires, également orthographiée « Viet-Cong » ou « Vietcong »). Selon l'histoire officielle du gouvernement vietnamien d'après-guerre, le FNL appliquait les directives du gouvernement de Hanoï et faisait partie de l'Armée populaire vietnamienne du Nord-Vietnam.
Il rassemble, entre 1955 et 1975, des adversaires du régime sud-vietnamien de Ngô Đình Diệm et ses successeurs, dont d'anciens Việt Minh — ligue qui mena la lutte d'indépendance de 1945 à 1954 pendant la guerre d'Indochine contre la France. Le FNL lutta pour la réunification au sein de la région Sud (Nam Bộ) pendant la guerre du Viêt Nam, dite également « seconde guerre d'Indochine ». Le FNL incita tous les Vietnamiens à le rejoindre pour réaliser l’unité du Viêt Nam, sous la bannière du régime communiste de Hô Chi Minh. Le FNL utilisa des tactiques de guérilla, comme les embuscades et le terrorisme. L'opération la plus connue du FNL fut l'offensive du Tết de 1968 aux côtés de l'Armée populaire vietnamienne,. Nguyễn Thị Bình signa au nom du FNL les accords de paix de Paris en 1973 au côté de Lê Đức Thọ et Henry Kissinger, à la suite de l’échec américain dans la recherche d'une victoire militaire décisive.

## Origine
Les mouvements indochinois souhaitant l'indépendance du Viêt Nam évoluent en une alliance des nationalistes et des communistes dans un but commun : l'indépendance. Les premières tentatives en ce sens commencent dès le lendemain de la Première Guerre mondiale, avec Nguyên That Tanh tentant de négocier l'indépendance du Viêt Nam auprès du président américain Woodrow Wilson les négociations du traité de Versailles en 1918. C'est un échec, mais la cause de l'indépendance est reprise par Nguyên Ai Quoc (futur Hô Chi Minh), faisant passer une partie de la Section française de l'Internationale ouvrière (SFIO) au Parti communiste français (PCF) sur le thème de la défense des colonies, et plus tard par Hô Chi Minh.
Dans les derniers mois de la Seconde Guerre mondiale, le Japon prend le contrôle de l'Indochine. Le 11 mars 1945, l'empereur d'Annam Bảo Đại déclare l'indépendance du Viêt Nam, mais le 25 août le pouvoir effectif est transféré au nouveau gouvernement formé par Hô Chi Minh qui proclame l'indépendance du pays, en tant que république démocratique du Viêt Nam (RDVN), le 2 septembre 1945 à Hanoï. La tentative française de reprise du contrôle colonial échoue face à la guérilla Việt Minh, et la défaite française à la bataille de Diên Biên Phu précipite la signature des accords de Genève qui met fin à la guerre d'Indochine. Le Viêt Nam est scindé en deux : au nord du 17e parallèle, la RDVN d'Hô Chi Minh, et au sud, la république du Viêt Nam à la suite du coup d'État de Ngô Đình Diệm soutenu par les États-Unis.
Le terme Việt Cộng apparaît dans les journaux de Saïgon à partir de 1956. C'est une contraction de Việt Nam Cộng-sản (« communiste vietnamien »), ou alternativement de Việt gian cộng sản (communiste traître au Vietnam). La première apparition du terme Viet Cong dans la langue anglaise date de 1957. Les soldats américains désignaient les Viet Cong sous le nom de Victor Charlie ou V-C. Victor et Charlie sont tous deux des lettres de l'alphabet phonétique de l'OTAN. Charlie désignait les forces communistes en général, aussi bien les Viet Cong que les Nord-Vietnamiens.
L'histoire officielle vietnamienne donne au groupe le nom d'Armée de libération du Sud-Viêt Nam ou de Front national de libération du Sud-Viêt Nam (FNLSV ; Mặt trận Dân tộc Giải phóng miền Nam Việt Nam,. De nombreux auteurs abrègent ce terme en Front de libération nationale (FLN). En 1969, le Viet Cong crée le Gouvernement révolutionnaire provisoire de la République du Sud-Vietnam (Chính Phủ Cách Mạng Lâm Thời Cộng Hòa Miền Nam Việt Nam, abrégé en GRP. Bien que le FLN n'ait été officiellement aboli qu'en 1977, le Viet Cong n'a plus utilisé ce nom après la création du PRG. Les membres se référaient généralement au Viet Cong comme le Front (Mặt trận). Après la réunification du Viêt Nam, les médias vietnamiens désignent le plus souvent le groupe comme Armée de libération du Sud-Vietnam (Quân Giải phóng Miền Nam Việt Nam.

## Liens avec la république démocratique du Viêt Nam
La personnalité du FNL et ses relations avec Hanoï ont donné lieu à de nombreux débats intellectuels et politiques. Les autorités américaines déclaraient que Hanoï dirigeait directement les attaques contre le régime de Saïgon, reprenant l’ancien thème français d’une reconquête coloniale déguisée en guerre civile. Le FNL, d’autre part, se déclarait autonome et indépendant des communistes de Hanoï.
Việt Cộng est le nom donné au FNL par ses adversaires et est la contraction de Cộng sản (共產), mot vietnamien pour « communiste ». Cette appellation est utilisée pendant la guerre du Viêt Nam par les gouvernants sud-vietnamiens et leurs alliés américains pour désigner les combattants du Front national de libération du Sud Viêt Nam (FNL), dont ils assimilent l'action à une guérilla communiste. Le FNL regroupe les opposants au régime sud-vietnamien de Ngô Đình Diệm et à la présence américaine au Viêt Nam, et les communistes affiliés au Viêt Nam du Nord ou en provenant, en une alliance nationaliste.

## Guérilla
Les combattants du FNL contrôlent principalement les régions de la jungle, dont la végétation leur permet de se camoufler et empêchait les troupes américaines et sud-vietnamiennes d'utiliser l'appui de leur matériel mécanisé, les forçant ainsi à un combat d'infanterie. Le climat tropical humide, le paludisme et les serpents rendent les conditions de vies difficiles pour les troupes des deux camps. Le soutien de l'URSS et de la Chine empêche les États-Unis d'utiliser leur armement nucléaire ou d'envahir directement le Vietnam du Nord. Des campagnes de bombardement de la jungle au napalm et aux défoliants sont tentées, pour créer des no man's land, sans succès et avec des conséquences sanitaires graves pour la population civile et les troupes au sol.
Les combattants du FNL s'enterrent, creusent des kilomètres de galeries, de casemates souterraines, d'abris, de dépôts de munitions, etc. Ils disséminent des mines et des pièges artisanaux dans la jungle, qui sont responsables de près de 10 pour cent des pertes américaines. Le ravitaillement se fait le long de la frontière au Laos et au Cambodge, par la piste Hô Chi Minh, avec de l'armement fourni par l'URSS et la Chine.
L'offensive du Tết de 1968 préparée par Giap sur les grandes villes du Viêt Nam du Sud est un échec stratégique, l'armée américaine et les troupes sud-vietnamiennes reprenant rapidement le terrain perdu dans des conditions de guerre plus conventionnelles. Mais elle est une réussite idéologique et psychologique, et l'opposition à la guerre aux États-Unis et la réprobation de la communauté internationale vont croissantes. Le 8 juin 1969, le FNL proclame le Gouvernement révolutionnaire provisoire de la république du Sud Viêt Nam, chargé d'administrer les territoires sous son contrôle. Le conflit conduit au retrait des troupes américaines à la suite de la signature des accords de paix de Paris le 2 mars 1973, suivies peu après par l'invasion du Viêt Nam du Sud et la fin de la guerre le 30 avril 1975, puis l'unification officielle du Viêt Nam le 2 juillet 1976.

## «White Papers» de décembre 1961
En 1961, le président Kennedy a envoyé une équipe au Viêt Nam pour faire un rapport sur la situation au sud et faire l’évaluation qualitative et quantitative de l’aide requise. Ce rapport fut remis en décembre 1961 et connu sous le nom de White Papers. Il réclame une augmentation de l’aide économique, militaire et technique, ainsi que l’introduction, à grande échelle, de conseillers américains pour aider à stabiliser le régime de Ngô Đình Diệm et écraser le FNL. Pendant que le président Kennedy comparait les différents aspects des recommandations, d’autres voix lui conseillaient de tout retirer du Viêt Nam avec l’argumentation d’une voie sans issue.
Avec sa façon habituelle, Kennedy a choisi le juste milieu des accords limités avec Diem, entre une intervention massive et une négociation. Ces accords limités consistaient à augmenter le niveau d’engagement par plus de matériel et de conseillers militaires du MAAG (Military Aid Adviser Group) qui avaient la mission de former et d’entraîner le personnel vietnamien sans avoir la permission de le mener au combat. C’était le moyen terme entre une négociation et une intervention militaire massive. Par contre, les accords de Genève ne permettaient que d'envoyer 685 conseillers militaires au Sud-Viêt Nam. Leur nombre passa à seize mille sous Kennedy.
Dès le départ, cet arrangement avec Diem fut assombri par des nouvelles du Viêt Nam au sujet des gains du FNL auprès des populations rurale et urbaine et, alors, Washington lança un grand effort fatal pour les zones rurales où se trouvent toujours le cœur et l'esprit du Viêt Nam depuis ses origines mythique et sociologique (cf. Paul Mus, 1952).
C’était le programme des hameaux stratégiques copié des Britanniques qui l’avaient élaboré et mis en œuvre pour lutter contre une insurrection indépendantiste des CT (Communist Terrorist) en Malaisie des années 1940-50.
Le programme des hameaux stratégiques consistait à déplacer les paysans de leur village et de leurs rizières pour les installer dans des bâtiments et lotissements artificiellement créés et entourés des lignes de défense avec pics de bambou et fil de fer barbelé, une sorte de camp de relocalisation dans le but affiché de les protéger.
Le but militaire était d'enlever l'eau dans laquelle nageaient les poissons de l'insurrection, en allusion à l'expression de Mao Zedong selon laquelle, le guérillero est dans la population, comme un poisson dans l'eau.
La bataille d'Ấp Bắc en janvier 1963 fut la première grande bataille, un engagement militaire relativement mineur de la Deuxième guerre d’Indochine ou guerre du Viêt Nam et la première grande victoire militaire du Front national de libération du Sud Viêt Nam dont les effets psychiques d'émulation étaient sans commune mesure par rapport aux faits physiques d'une guerre psychologique dans la fabrication du Vouloir et Devoir de se battre, aussi bien que le Savoir et le Pouvoir pour se battre. C'était le premier glas des forces américaines qui encadraient l'Armée de la république du Viêt Nam (ARVN).